# Latinne
Latinne is een dorp in de Belgische provincie Luik en een deelgemeente van Braives. Tot 1 januari 1977 was het een zelfstandige gemeente.

## Bezienswaardigheden
- De Sint-Desideriuskerk (Église Saint-Désiré) heeft een gotisch koor en middenbeuk uit de 16e eeuw. De zijbeuken zijn van 1863.
- Het voormalig Hof van Justitie, van 1685.
- De Moulin de Hosdent is een onderslagmolen op de Mehaigne.
- Een tumulus uit het Romeinse tijdvak.

## Natuur en landschap
Latinne ligt aan de Mehaigne. De hoogte aan de kerk bedraagt 126 meter.

## Demografische ontwikkeling
- Bronnen:NIS, Opm:1831 tot en met 1970=volkstellingen, inwoneraantal op 31 december

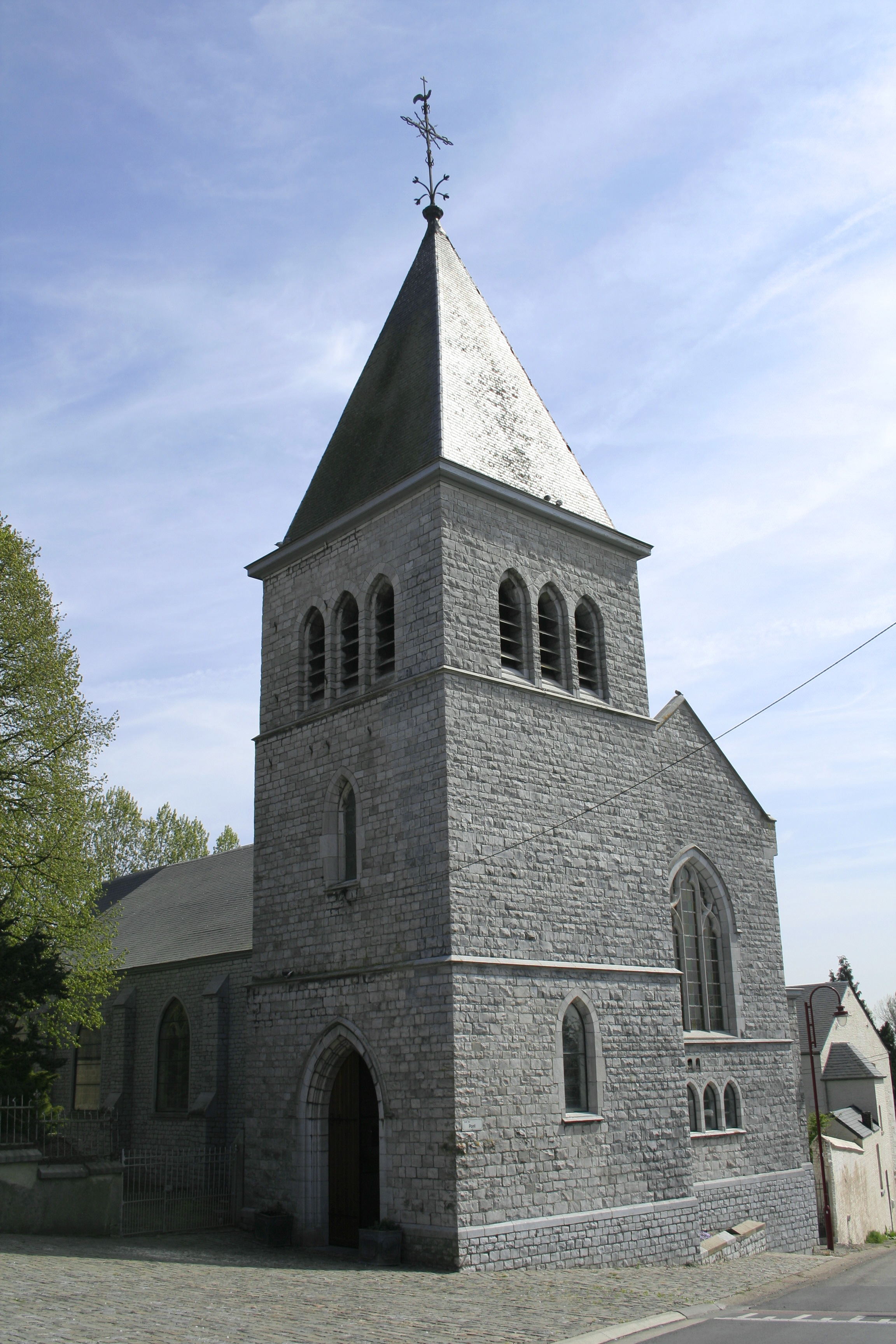
Église Saint-Désiré

## Nabijgelegen kernen
Braives, Tourinne, Fallais
Deelgemeenten: Avennes · Braives · Ciplet · Fallais · Fumal · Hosdent-sur-Mehaigne · Latinne · Tourinne · Ville-en-Hesbaye

Belgische gemeenten · Arrondissement Borgworm · Henegouwen · Wallonië